# 1011 Laodamia
Az 1011 Laodamia (ideiglenes jelöléssel 1924 PK) egy marsközeli kisbolygó. Karl Wilhelm Reinmuth fedezte fel 1924. január 5-én, Heidelbergben.